# لخته شدن خون

مسیرهای فرایند انعقاد خون

لَخته شدن خون (یا انعقاد خون یا دَلَمه شدن خون) (به انگلیسی: Coagulation) فرایندی است که موجب لخته‌شدن خون می‌شود. این فرایند از دو مسیر داخلی وخارجی موجب تبدیل فیبرینوژن به فیبرین، فعال شدن فاکتورهای انعقادی و تجمع پلاکت‌ها می‌شود. انعقاد خون هر چند با لخته شدن خون موجب توقف خون‌ریزی می‌شود و نقص این فرایند در بیماری‌هایی مانند هموفیلی کشنده است ولی انعقاد نابجای خون در ایجاد آنفارکتوس قلبی (سکته قلبی) و ایسکمی مغزی و آمبولی نیز دخیل است.

## مسیرهای لختگی خون
مسیر درون‌خاستگاه لختگی  (Intrinsic pathway)
در اثر صدمات بافتی و صدمه به سلول‌های پوششی (اندوتلیال) عروقی، بافت کلاژن زیر این رگ‌ها در معرض دسترسی پلاکت‌ها و فاکتورهای انعقادی قرار می‌گیرد که موجب فعالیت آن‌ها می‌گردد. در ابتدای این مسیر فاکتور XI توسط فاکتور XIIa برانگیخته می‌شود، فاکتورهای XI و XII به عنوان فاکتورهای تماسی معروفند.
سپس فاکتور IX توسط فاکتور XIa در حضور یون کلسیم به فاکتور IXa تبدیل می‌شود. در ادامه این مسیر کمپلکسی از فاکتورهای VIII و IX در ارتباط با ca++ و فسفولیپید پلاکتی سرانجام باعث فعال شدن فاکتور x می‌گردد.
زمان نسبی ترومبوپلاستین aPTT تست انتخابی برای ارزیابی این مسیر و فاکتورهای I, II, V, VIII, IX, X, XI و XII می‌باشد. در فعال شدن فاکتور XII مشارکت یون کلسیم ضرورت ندارد.
مسیر برون‌خاستگاه (Extrinsic pathway)
در اثر صدمات جدار عروق، فاکتور بافتی وارد دستگاه عروقی می‌شود و در حضور یون کلسیم فاکتور VII را فعال می‌کند که در نهایت کمپلکس این دو فاکتور موجب فعال شدن فاکتور X می‌گردد. زمان پروترومبین (PT) تست انتخابی برای ارزیابی این مرحله و فاکتورهای I,II,V.VII.X می‌باشد.
مسیر مشترک
پس از تبدیل فاکتور X به فاکتور Xa هر دو مسیر در یک مسیر مشترک قرار می‌گیرند. در ادامه فاکتورXa به کمک کوفاکتور Xa در حضور یون ca++ ,PF3 باعث تبدیل پروترومبین به ترومبین و ترومبین باعث تبدیل فیبرینوژن به فیبرین می‌گردد. ترومبین مستقیماً قطعات پپتیدی را از زنجیره‌های آلفا و بتا مولکول فیبرینوژن می‌شکند و ایجاد منومرهای فیبرینی می‌کند که متعاقباً به صورت یک لخته فیبرینی پلی‌مریک بسیار منظم درمی‌آیند. به علاوه ترومبین به عنوان یک محرک فیزیولوژیک بسیار قوی برای فعال شدن پلاکت‌ها عمل می‌کند.
رشته‌های فیبرین موجب تشکیل لخته خون می‌شود که در اینجا فاکتور XIII موجب استحکام لخته فیبرین می‌شود.
پایدار شدن نهایی لخته خون با فعال شدن فاکتور XIII یا همان فاکتور پایدارکننده فیبرین صورت می‌گیرد که شامل ایجاد پیوند کووالانسی ما بین اسید آمینه‌های لیزین با گلوتامین بین زنجیره‌های آلفا و Y مجاور هم در مولکول‌های فیبرین می‌باشد. فاکتور XIII همچنین می‌تواند یک مهارکننده فیزیولوژیک فیبرینولیز را به لخته فیبرین با پیوند کووالانسی متصل کند و در نتیجه لخته مربوطه در مقابل اثر لیزکنندگی پلاسمین مقاومتر خواهد بود. چنانچه در هنگام تشکیل لخته، پلاکت حضور داشته باشد، لخته ایجاد شده کاملاً جمع یا منقبض می‌شود و علت آن انقباض یک پروتئین پلاکتی است.

## مهارکننده‌های طبیعی انعقاد
آنتی ترومبین III: با ترومبین به صورت یک به یک جمع شده و آن را از فعالیت بازمی‌دارد.
TFPI: مهارکننده فاکتور Xa و کمپلسِ فاکتور VIIa و فاکتور بافتی (TF)
کو فاکتور II هپارین: این نیز به عنوان مهارکننده ترومبین می‌باشد، کمبود ارثی این مولکول می‌تواند موجب ترومبوز شود.
آلفا ماکروگلوبین: از جنس گلیکوپروتئین است و ترومبین را از فعالیت بازمی‌دارد.
پروتئین C: وجودش نیاز به ویتامین K دارد که به وسیلهٔ ترومبین فعال شده و موجب انعقاد می‌شود.
پروتئین S: به عنوان کوفاکتور همراه پروتئین C عمل می‌کند و برای وجودش، نیاز به ویتامین K است.
پروتئین Z و پروتئاز مربوط به پروتئین Z نیز وجود دارند. پلاسمین و فعال‌کننده بافتی پلاژسمینوژن (tPA) موجب حل شدن لخته تشکیل شده می‌شوند.

## فیبرینولیز طبیعی
تشکیل لخته باعث قطع خون‌ریزی از عروق صدمه دیده و مجروح می‌شود اما نهایتاً باید برای برقراری مجدد جریان خون، لخته ایجاد شده از سر راه برداشته شود. این عمل با حل شدن لخته به وسیلهٔ سیستم فیبرینولیتیک انجام می‌شود. آنزیمی پروتئولیتیک به نام پلاسمین به‌طور متوالی برخی پیوندها را در مولکول فیبرین شکسته و باعث آزاد شدن محصولات پپتیدی و در نتیجه حل شدن لخته می‌شود.
سازوکارهای چندی می‌توانند در ایجاد پلاسمین فعال دخیل باشند که در همه آن‌ها فاکتورهای خاص انعقاد موجب تبدیل این پروتئین از شکل غیرفعال یعنی پلاسمینوژن به فعال یعنی پلاسمین می‌شود. اینکار توسط مولکولهایی مانند فعال‌کننده بافتی پلاسمینوژن(tPA)، استرپتوکیناز، اوروکیناز و فاکتور XII انعقاد خون انجام می‌شود.

## فاکتورهای لختگی خون
عوامل لختگی خون گروهی از فاکتورها هستند که وجودشان برای انعقاد ضروری است و نبود آن‌ها انعقاد خون را با مشکل مواجه می‌کند.
این عامل‌ها شامل:
1. فیبرینوژن
2. پروترومبین
3. ترومبوبلاستین بافتی
4. کلسیم
5. فاکتورهای ناپایدار
6. گِرده (پلاکت)
7. شتابدهندهٔ تبدیل پروترومبین به ترومبین
8. ضد هموفیلی
9. کریسمس
10. استوارت
11. ترومبوبلاستین پلاسما
12. هیگمن
13. فیبرین

## آزمایش‌ها
| آزمون                | مقادیر طبیعی        | توضیح |
| -------------------- | ------------------- | --- |
| CT                   | دو تا سه دقیقه      | مقادیر آن به‌طور ساده زمان لخته شدن خون را نشان می‌دهد.                                                                         |
| PT (زمان پروترومبین) | ۱۱ تا ۱۶ ثانیه      | از علل افزایش PT به تنهایی، می‌توان به کمبود فاکتور VII و XIII اشاره کرد. سایر علل افزایش PT کمبود فاکتورهای I, II, V و X است. |
| aPTT                 | حدود ۲۹ تا ۲۶ ثانیه | از علل افزایش PTT به تنهایی می‌توان به کمبود فاکتورهای VIII, IX, XI و XII اشاره کرد.                                           |

## داروهای ضد لختگی
چون لخته شدن خون در عروق منشأ برخی از بیماری‌ها مانند سکته (قلبی یا مغزی) و آمبولی است داروهای ضدانعقاد مانند هپارین، وارفارین و آسپرین گاه برای پیشگیری از این بیماری‌ها به کار می‌روند. داروهای حل‌کننده لخته خون مانند استرپتوکیناز و اوروکیناز و فعال‌کننده بافتی پلاسمینوژن نیز گاه در درمان اورژانس چنین بیماری‌هایی کاربرد دارند. داروهای گروه دوم اصولاً با فعال کردن سیستم فیبرینولیتیک بدن موجب حل شدن لخته خون می‌شوند.
اوروکیناز به‌طور مستقیم سبب شکسته شدن پیوندپپتیدی می‌شود، درحالیکه استرپتوکیناز به‌طور غیرمستقیم اثر نموده و از طریق ترکیب با پلاسمینوژن و تشکیل کمپلکس‌استرپتوکیناز ـ پلاسمینوژن (که در نهایت به کمپلکس استرپتوکیناز ـ پلاسمین تبدیل‌می‌شود) تشکیل پلاسمین را افزایش می‌دهد. این دو کمپلکس باقی‌مانده پلاسمینوژن را به‌پلاسمین تبدیل می‌کنند.